# Alpine Alpenglow
Alpine Alpenglow (pronunție în franceză [alpin alpɛnglo]) este un concept cu motor pe bază de hidrogen de la constructorul francez Alpine, prezentat în octombrie 2022 în cadrul Salonului Auto de la Paris.